# Hymenocephalus grimaldii
Hymenocephalus grimaldii es una especie de pez de la familia Macrouridae en el orden de los Gadiformes.

## Hábitat
Es un pez de aguas profundas que vive hasta 538 m de profundidad.

## Distribución geográfica
Se encuentra en el Pacífico occidental central.